# خيماوات
الخيماوات (الاسم العلمي: Apioideae) هي أسرة من النباتات تتبع فصيلة الخيمية من رتبة الخيميات.

## قبائل
- الخيماوية (الاسم العلمي:Apieae)
- السرفيلاوية (الاسم العلمي:سرفيلاوية)
- الطرديلناوية (الاسم العلمي:Tordylieae)
- القوقالياوية (الاسم العلمي:Caucalideae)
- الكزبراوية (الاسم العلمي:كزبراوية)
- الأندراسيوناوية (الاسم العلمي:Peucedaneae)
- (الاسم العلمي:Echinophoreae)
- (الاسم العلمي:Smyrnieae)
- (الاسم العلمي:Hohenacker)
- (الاسم العلمي:Pyramidoptereae)
- (الاسم العلمي:Angeliceae)
- (الاسم العلمي:Laserpitieae)